# تراوتا لافرينز
تراوتا لافرينز (بالألمانية: Traute Lafrenz)‏ (و. 1919  م) هي طبيبة، ومقاومة ألمانية، ولدت في هامبورغ، كانت عضوة في الوردة البيضاء.

## التعليم
تعلمت في جامعة هامبورغ.